# Call for Help
Call for Help (också känd som CFH) var ett dator-relaterat TV-program som först sändes exklusivt på TechTV (tidigare ZDTV), en kabel- och satellit-TV-station som fokuserade på teknologi. Programmet sändes senare G4techTV Canada och på HOW TO Channel i Australien. Det sista avsnittet sändes 26 februari 2007, men eftersom de avsnitten spelades in i oordning spelades några in under samma vecka och sändes 6 april 2007. Senare kom en spin-off, The Lab with Leo Laporte som sände i princip samma innehåll som Call for Help och finns på samma nätverk. The Lab with Leo Laporte slutade produceras i juli 2008. Fjorton avsnitt återstår att visas.

## USA
Sändes live från San Francisco, Kalifornien och hade premiär 11 maj 1998 med Leo Laporte som programledare. Den första personen som ringde in var (av misstag) Laportes mor.
2001 bestämde sig Laporte att fokusera på ett annat TechTV-program, The Screen Savers, och då blev Becky Worley ny programledare för Call for Help (med Scott Herriott som programledarassistent). Senare samma år tog Chris Pirillo tjänsten som programledare med Cat Schwartz, Morgan Webb och TechLive-korrespondenten Laura Burstein.
I maj 2004 gick TechTV och G4 ihop och blev G4techTV. Call for Help trots att det var det näst högsta rankade programmet (strax efter X-Play i tittarsiffror).  Det sista avsnittet av Call for Help spelades in under två dagar och sändes 21 maj 2004.

## Kanada
Strax efter nedläggningen blev Rogers Media (då en av de tre ägarna av G4techTV Canada) intresserade av att påbörja en kanadensisk produktion i Toronto, Ontario. De fick rättigheterna från G4 Media att använda namnet Call for Help och formatet med samma förspel som användes för USA-produktionen som producerades från 1998–2003. Kanada-produktionen hade premiär 16 augusti 2004 och blev snabbt den mest populära serien på TV-kanalen.
Serien slutade produceras under 2007.